# Victor Serge
Victor Serge, właśc. Wiktor Lwowicz Kibalczicz (ros. Виктор Львович Кибальчич, ur. 30 grudnia 1890 w Brukseli, zm. 17 listopada 1947 w mieście Meksyk) – rewolucjonista rosyjski, pisarz francuskojęzyczny, publicysta, działacz Kominternu.

## Życiorys
Jego matką była Polka z domu Pederowska, a ojcem oficer związany z ruchem narodnickim. Urodził się w Belgii, dokąd jego rodzice wyemigrowali z powodu represji carskich. W latach 1908–1918 współdziałał z anarchistami i pisywał do pism anarchistycznych, m.in. do L’Anarchie. Wówczas jego partnerką życiową była Rirette Maîtrejean. Przebywał w tamtym okresie w Belgii, we Francji, w Hiszpanii i krótko w Rosji. W 1912 aresztowany i w lutym 1913 skazany we Francji na pięć lat więzienia pod zarzutem udziału w tzw. gangu Bonnota, karę odbywał m.in. w więzieniu o zaostrzonym rygorze La Santé. Uwolniony w 1916, w 1917 wyjechał do neutralnej Hiszpanii.
Wrócił do Rosji w 1919. Wstąpił wówczas do RKP(b). W pierwszej połowie lat 20. działacz Kominternu, wysyłany w misjach zagranicznych (Niemcy, Austria). W 1925 powrócił do ZSRR. Związany z nieformalną frakcją w WKP(b) skupioną wokół Lwa Trockiego tzw. Lewicową Opozycją (Lewą Opozycją). Wobec jej porażki i odmowy złożenia samokrytyki wykluczony w 1928 z WKP(b) i na trzy miesiące uwięziony. W 1933 ponownie uwięziony przez OGPU i po śledztwie na Łubiance zesłany do Orenburga. W konsekwencji masowych protestów intelektualistów na Zachodzie (Romain Rolland, André Gide, Boris Souvarine, Georges Duhamel i inni), Stalin w 1936, w przededniu wielkiej czystki, zezwolił na uwolnienie Serge’a i jego emigrację na Zachód. Po wyjeździe Serge zamieszkał początkowo w Belgii, a następnie w Paryżu i zaczął publikować relacje i analizy dotyczące rzeczywistości sowieckiej (From Lenin to Stalin (1937) i Destiny of a Revolution (1937)). Określał się jako „antystalinowski socjalista”, początkowo współpracował z przebywającym na emigracji Trockim i jego synem Lwem Siedowem, później (na skutek intrygi agenta INO NKWD Marka Zborowskiego) stosunki pomiędzy Trockim a Sergem zostały zerwane. Serge krytycznie odnosił się do stanowiska Trockiego wobec powstania w Kronsztadzie i wojny domowej w Hiszpanii. Sam był korespondentem paryskim POUM i oficjalnie ogłosił wstąpienie do POUM.
Po upadku Francji w 1940 wyemigrował wraz z synem do Meksyku, gdzie osłabiony wygnaniami i prześladowaniem zmarł na atak serca. Pochowany w nieoznaczonym grobie.

## Prace Serge’a dostępne w języku angielskim

### Proza
- The Long Dusk (1946) Tłum. Ralph Manheim; New York: The Dial Press. Oryginał: Les dernier temps, Montreal 1946.

- The Case of Comrade Tulayev (1951) Tłum. Willard R. Trask; Hamilton. Oryginał: L’Affaire Toulaev. Paryż 1949.

- Birth of our Power (1967) Tłum. Richard Greeman; Nowy Jork: Doubleday. Oryginał: Naissance de notre force, Paris 1931.

- Men in Prison (1969) Tłum. Richard Greeman; Garden City, NY: Doubleday. Oryginał: Les hommes dans le prison, Paris 1930.

- Conquered City (1975) Tłum. Richard Greeman; Garden City, NY: Doubleday. Oryginał: Ville conquise, Paris 1932.

- Midnight in the Century (1982) Tłum. Richard Greeman; Londyn: Readers and Writers. Oryginał: S’il est minuit dans le siècle, Paris 1939.

- The Unforgiving Years (2008) Tłum. Richard Greeman; Nowy Jork: New York Review of Books Classics. Oryginał: Les Années sans pardon, Paris 1971.

### Poezja
- Resistance (1989) Tłum. James Brooks; San Francisco: City Lights. Oryginał: Résistance, Paris 1938.

### Literatura faktu – książki
- From Lenin to Stalin (1937) Tłum. Ralph Manheim; New York: Pioneer Publishers. Oryginał: De Lénine à Staline, Paris 1937.

- Russia Twenty Years After (1937) Tłum. Max Shachtman; New York: Pioneer Publishers. Oryginał: Destin d’une révolution, Paris 1937. Opublikowane również pod tytułem: Destiny of a Revolution.

- Memoirs of a Revolutionary (1963) Tłum. Peter Sedgwick; Oxford: Oxford University. Oryginał: Mémoires d’un révolutionnaire, 1901-1941, Paris 1951.

- Year One of the Russian Revolution (1972) Tłum. Peter Sedgwick; London: Allen Lane. Oryginał: L’An 1 de la révolution russe, Paris 1930.

- The Life and Death of Leon Trotsky (1973) (z Natalią Siedową) Tłum. Arnold S. Pomerans; Garden City, NY: Doubleday. Oryginał: Vie et mort de Leon Trotsky, Paris 1951.

- What Everyone Should Know About State Repression (1979) Tłum. Judith White; London: New Park Publications. Oryginał: Les Coulisses d’une Sûreté générale. Ce que tout révolutionnaire devrait savour sur la répression, Paris 1926.

### Literatura faktu. Zbiory esejów i artykułów
- The Century of the Unexpected – Essays on Revolution and Counter-Revolution (1994) Opracował Al Richardson; wydanie specjalne Revolutionary History, t. 5 Nr 3.

- The Serge-Trotsky Papers (1994) Opracował: D.J. Cotterill; Londyn: Pluto.

- Revolution in Danger – Writings from Russia 1919-20 (1997) Tłum. Ian Birchall; Londyn: Redwords.

- The Ideas of Victor Serge: A Life as a Work of Art (1997), Opracowała Susan Weissman, Londyn: Merlin Press.

- Witness to the German Revolution (2000) Tłum. Ian Birchall; Londyn: Redwords.

- Collected Writings on Literature and Revolution (2004) Przetłumaczył i opracował Al Richardson; Londyn: Francis Boutle.

## Publikacje w języku polskim
- Losy pewnej rewolucji Z.S.R.R. 1917-1936, autoryz. przekł. Juliusza Baykowskiego, Warszawa: „Biblioteka Polska” 1938.
- Sprawa Tułajewa, z posł. Susan Sontag, przeł. Krzysztof Teodorowicz, Warszawa: Grupa Wydawnicza Foksal 2013.